# جوائز فلسطين الثقافية
جوائز فلسطين الثقافية هي مجموعة جوائز في مجال الثقافة والأدب والدراسات، بتنظيم من "مؤسسة فلسطين الدولية"، وتهدف إلى الحفاظ على فلسطين حاضرة في الوجدان الإنساني، وزيادة الوعي بالقضية الفلسطينية، وتسليط الضوء على المكانة الفنية والأدبية للمبدعين الفلسطينيين الذين تحمل الجوائز أسماءهم، وتشجيع الابداع وحث المبدعين العرب على تقديم ما يساهم بنشر ثقافة الصمود والمقاومة والتحرير والعودة.
مجموعة من الجوائز بقيمة خمسة الاف دولار أمريكي لكل جائزة سنويا تحمل أسماء مجموعة مختارة من الرواد المبدعين الفلسطينيين. وحتى تاريخه، فإن هذه الجوائز هي:
- جائزة جمال بدران للفن التشكيلي
- جائزة وليد الخطيب للتصوير الفوتوغرافي
- جائزة ادوارد سعيد للفكر
- جائزة غسان كنفاني
- جائزة الشعر (تمنح سنويا بالتداول بين فدوى طوقان، سميح القاسم، معين بسيسو، محمود درويش)
- جائزة ناجي العلي لرسم الكاريكاتير